# Peggy (satélite)
Peggy (designado también como S/2013 S 1) es un satélite en formación del planeta Saturno recientemente descubierto en 2013 tras captar perturbaciones en los anillos planetarios. Es un astro tan pequeño que aún no ha sido captado perfectamente en las imágenes. Se estima que su diámetro es menor a la mitad de un kilómetro y está compuesto íntegramente de hielo; al igual que también están compuestos los otros satélites del planeta. Aparentemente, esta luna está en el proceso de formación, un transcurso lento y delicado y que para ello se alimenta de rocas de los anillos de Saturno que atrapa en su superficie.  Esto supondría también un peligro para Peggy, ya que podría colisionar con otro cuerpo más grande al punto de destruirla.

## Descubrimiento
Peggy fue descubierto el 15 de abril de 2013 cuando la sonda espacial Cassini fotografiaba el satélite Prometeo en el anillo F. Antes de que Cassini se estrellara en la atmósfera de Saturno en septiembre de ese mismo año, un análisis científico captó perturbaciones en el anillo A, al que se le atribuía la fuerza gravitacional de un astro veinte veces más brillante que las zonas de su alrededor. 